# Geodorum appendiculatum
Geodorum appendiculatum är en orkidéart som beskrevs av William Griffiths. Geodorum appendiculatum ingår i släktet Geodorum och familjen orkidéer. Inga underarter finns listade i Catalogue of Life.